# Сталагмит
Сталагмит (на гръцки: σταλάσσω – „капя, този върху който капе“) е наслоено върху пода на пещерите утаечно калцитно образувание, разположено на място, където капе вода.

## Механизъм на образуването
Образуват се от капките, наситени с калциев бикарбонат, които падат от тавана на пещерите. Калциевият карбонат се отделя поради освобождаване на част от въглената киселина от разтвора. Водата, проникваща в пещерите, разтваря варовика в химическата реакция:
CaCO3 + H2O + CO2<=> Ca2+ + 2 HCO3-
Сталагмитите нарастват от долу нагоре и понякога се съединяват със сталактитите, като образуват колони или завеси с разнообразна форма.
Процесът е аналогичен на този при образуване на сталактитите и сталактоните.